# Бери-бери
Бе́ри-бе́ри (синг. beri — «слабость»; недостаточность тиамина, алиментарный полиневрит) — болезнь, возникающая вследствие недостатка тиамина (витамина В1) в организме человека. Это состояние возникает, в частности, у людей, питающихся преимущественно белым рисом (полированным, лишённым оболочки) и некоторыми видами других зерновых культур. В современном обществе заболевание встречается редко в связи с тем, что с пищей поступает достаточное количество витаминов.
Витамин В1 способствует нормальному протеканию процессов углеводного и жирового обмена. Его дефицит приводит к накоплению в крови человека пировиноградной кислоты и её повышенной концентрации в нервной системе. Последствием такого биохимического нарушения обмена веществ являются поражения нервной системы («сухая бери-бери») — энцефалопатия Вернике (острое поражение среднего мозга), синдром Корсакова, полиневрит и другие, а также поражения сердечно-сосудистой системы («мокрая бери-бери»). Различают также детскую бери-бери, которая отличается по симптоматике от болезни взрослых пациентов.

## Симптомы
- ухудшение аппетита;
- склонность к запорам;
- тошнота;
- парестезии в ногах;
- боль в икроножных мышцах во время ходьбы;
- ухудшение сна;
- плаксивость;
- раздражительность;
- понижение психической и физической работоспособности;
- умеренно понижена болевая и глубокая чувствительность в районе стоп и голеней и т. д.

## Клиника
Заболевание может развиваться остро или постепенно.
При острых формах следующие симптомы поражения периферических нервов появляются в течение 24—48 часов:
- боль по ходу нервных стволов;
- парестезии и слабость дистальных отделов конечностей;
- нарушение чувствительности в виде «носков» и «перчаток»;
- вялые парезы и параличи кистей и стоп.

Возможно вовлечение в патологический процесс V и VII пар черепных нервов.
Полинейропатия сочетается с нарушением корковой деятельности, что проявляется эмоциональной лабильностью, раздражительностью, бредом, состоянием тревоги и беспокойства, корсаковским синдромом.
При своевременно начатом лечении возможно выздоровление.
При длительном дефиците тиамина развивается хронический полиневрит.

## Лечение
Назначается 5%-й раствор тиамина хлорида внутримышечно 2—3 раза в день по 2—5 мл, анальгин, амидопирин, 1%-й раствор никотиновой кислоты (125—150 мл на курс), 0,05%-й раствор прозерина по 1 мл подкожно (20—25 инъекций), массаж, лечебная физкультура, витаминизированная диета.
Наряду с этим применяются меры для устранения симптомов поражения пищевого канала.

## Профилактика
В качестве профилактики бери-бери лучше всего употреблять пищу, содержащую витамин B1. Так как гиповитаминоз и авитаминоз B1 может возникать в том числе при хронической интоксикации алкоголем, то важными профилактическими мероприятиями являются санитарно-просветительная работа о вреде алкоголя и лечение алкоголизма.